# Blokland (Nieuwkoop)

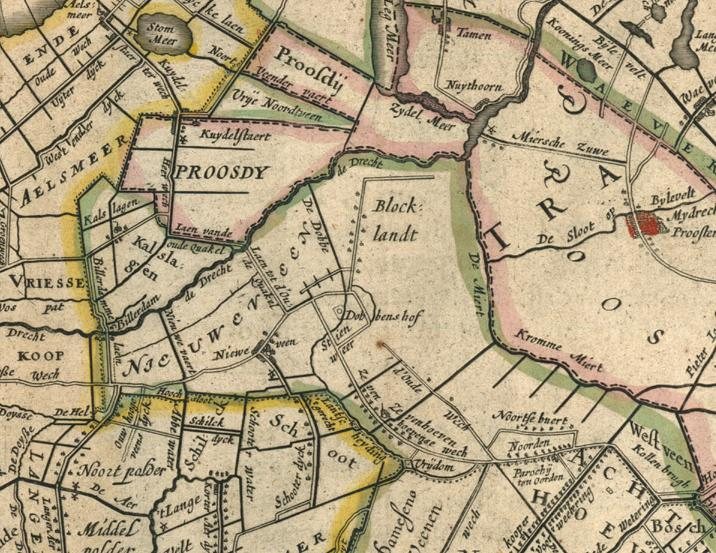
Blokland en omgeving op een kaart uit 1665. 'Kromme Miert' = Kromme Mijdrecht; 'Nuythoorn' = Uithoorn. Bedenk dat deze kaart dateert van vóór de grote drooglegging.

Blokland is een buurtschap in het noorden van de Nederlandse gemeente Nieuwkoop en ligt daarmee in het uiterste noordoosten van de provincie Zuid-Holland. Vóór 1989 behoorde het hele gebied van Blokland tot de provincie Utrecht en lag het in het uiterste noordwesten van deze provincie. Op 1 januari 1989 ging een deel van dit gebied over van de Utrechtse gemeente Mijdrecht naar de Zuid-Hollandse gemeente Liemeer. Op 1 januari 2007 is Liemeer opgegaan in de gemeente Nieuwkoop.

## Geografische ligging
De buurtschap Blokland ligt aan de weg van Nieuwveen naar het Noord-Hollandse Uithoorn. Het noordelijk uiteinde van dit buurtschap ligt bij Vrouwenakker. Vanaf de gelijknamige brug gaat de weg naar Uithoorn verder langs de noordelijke oever van dit kanaal, dat hier de grens vormt tussen de provincie Noord-Holland aan de noordzijde en de provincies Zuid-Holland en Utrecht aan de zuidzijde. De buurtschap Blokland maakt deel uit van de woonplaats Nieuwveen. Uithoorn is de meest nabij gelegen grotere plaats. Vanaf de brug over het kanaal is het nog ongeveer 3,5 km naar Uithoorn.

## Geschiedenis
De Polder Blokland is een middeleeuwse veenontginning. Het riviertje de Kromme Mijdrecht vormde de basis vanaf waar in westelijke richting werd ontgonnen. Deze ontginning eindigde bij een achterkade, die min of meer evenwijdig liep met de Kromme Mijdrecht. Het gebied daarachter was te drassig om met de toen beschikbare middelen te ontginnen.
Na de uitvinding van de poldermolen later in de middeleeuwen kon ook de ontginning van dit achterliggende gebied ter hand worden genomen. De plaatsnamen Nieuwveen en Nieuwkoop duiden erop dat deze zijn ontstaan in een tweede ontginningsfase. De landbouw die hier aanvankelijk werd bedreven liep uit op een mislukking. Als gevolg van de efficiënte afvoer van water via poldersloten en -vlieten droogde de veenbodem uit en ging deze dalen. Het waterpeil in de sloten werd nu verlaagd om de grond voldoende droog te krijgen voor de landbouw, maar hierdoor herhaalde zich het proces van uitdroging en bodemdaling. Uiteindelijk was de bodem zo ver gedaald dat men de landbouw moest opgeven. Inmiddels was er door de groei van nabijgelegen steden een toenemende vraag naar turf. Met name in de 17-de eeuw werd in dit gebied zo veel turf gewonnen dat meren ontstonden.
In 1796 werd besloten het gebied te ontwateren. Zo ontstonden in het begin van de 19-de eeuw de droogmakerijen Polder Zevenhoven en Polder Nieuwkoop. Om deze polders werd een ringdijk aangelegd. De bodem van de droog gemalen polders kwam op ongeveer 5 meter beneden NAP te liggen. Aan de oostzijde bleef een zone met hoger gelegen veengrond gespaard; dit was om te voorkómen dat het water van de Kromme Mijdrecht te veel druk zou gaan uitoefenen op de ringdijk. Deze zone tussen de Kromme Mijdrecht aan de oostzijde en de Ringdijk aan de westzijde is gemiddeld circa 1 km breed. Landbouw en veeteelt werden de belangrijkste middelen van bestaan in de nieuwe polders.

## Huidige situatie
De middeleeuwse veenontginning Blokland is sinds de drooglegging in het begin van de 19-de eeuw in tweeën gedeeld door de ringdijk. Ten westen hiervan ligt circa 5 meter beneden NAP de polder Zevenhoven met daarin onder meer de buurtschap Blokland. Oostelijk van de ringdijk ligt de relatief hoog gelegen bufferzone van Blokland die het water van de Kromme Mijdrecht tegenhoudt. De oude grens tussen de provincies Utrecht en Zuid-Holland was zo getrokken dat de buurtschap Blokland, samen met het hoger gelegen deel, in de provincie Utrecht lag. Op 1 januari 1989 heeft een grenswijziging tussen de beide provincies plaatsgevonden. Sindsdien is de ringdijk de provinciegrens en ligt dientengevolge de buurtschap Blokland in Zuid-Holland. Het hogere deel van Blokland tussen de ringdijk en de Kromme Mijdrecht is tot de provincie Utrecht blijven behoren.
Drie boerderijen in Blokland dragen de exotische namen Smolensk, Odessa en Riga. In het zuiden van Polder Zevenhoven bevinden zich de boerderijen Archangel en Charcow. Deze namen dateren uit het begin van de 19-de eeuw. Na de drooglegging werden percelen grond geveild. Een zakenman met Russische connecties kocht verschillende percelen en verpachtte deze aan boeren.
Kernen: De Meije (deels) · Korteraar · Langeraar · Nieuwkoop · Nieuwveen · Noordeinde · Noorden · Noordse Dorp · Papenveer · Ter Aar · Vrouwenakker · Woerdense Verlaat · Zevenhoven

Buurtschappen: Achttienhoven · Blokland · Kerkbuurt · Kerkpad · Noordse Buurt · Pulmot · Slikkendam · Vrijhoeven · Zevenhovenseweg · Zuideinde

Zuid-Holland: Steden en dorpen      Nederland: Provincies · Gemeenten